# Lycenchelys paxillus
Lycenchelys paxillus är en fiskart som först beskrevs av Goode och Bean, 1879.  Lycenchelys paxillus ingår i släktet Lycenchelys och familjen tånglakefiskar. Inga underarter finns listade i Catalogue of Life.